# Еврейская самоненависть

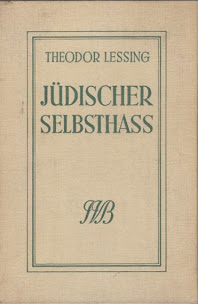
Обложка книги Теодора Лессинга «Еврейская самоненависть»

Евре́йская самоне́нависть — пейоратив, используемый в отношении евреев, чьи взгляды воспринимаются использующими этот термин как антисемитские.
Концепция получила широкое распространение после публикации в 1930 году книги Теодора Лессинга «Der Jüdische Selbsthass» («Еврейская самоненависть»), в которой предпринимались попытки объяснить распространенность антисемитизма в среде еврейской интеллигенции. Еврейская самоненависть описывалась как невротическая реакция на внешний антисемитизм, при которой евреи принимали, распространяли или даже преувеличивали основные положения антисемитизма. Термин стал «одним из ключевых оскорбительных понятий в дискуссиях о сионизме времён холодной войны».

## История
Появлению термина послужила начавшаяся в середине XIX века полемика между немецкими ортодоксальными евреями Вроцлавской школы и сторонниками реформистского иудаизма. Каждая сторона обвиняла другую в предательстве основ еврейской идентичности, в частности, ортодоксальные евреи обвиняли реформистских в том, что те идентифицируются скорее с немецким протестантизмом и немецким национализмом, чем с иудаизмом.
Выражения «еврейская самоненависть» и «еврейский антисемитизм» были впервые использованы в немецко-еврейской публицистике на рубеже XIX и XX веков. Согласно Амосу Элону, в ходе немецко-еврейской ассимиляции в XIX веке давление, которому подвергались молодые люди из привилегированных еврейских кругов, спровоцировало реакцию, позднее известную как «еврейская самоненависть». Она имеет не просто политические корни, но в первую очередь психо-эмоциональные. Элон использует термин «еврейская самоненависть» в качестве синонимичного понятию «еврейский антисемитизм».
Австро-еврейский журналист Антон Ку писал в своей книге «Евреи и немцы» о бесполезности концепции «еврейского антисемитизма» и необходимости её замещения понятием «еврейской самоненависти». Однако термин получил широкое распространение только после публикации в 1930 году книги Теодора Лессинга «Еврейская самоненависть», которая показывает путь Лессинга от еврея-самоненавистника до сиониста. В своей книге Лессинг в качестве примеров самоненависти приводит биографии Пауля Рэ, Отто Вейнингера, Артура Требитша, Макса Стайнера, Уолтера Кейла и Максимилиана Гардена — молодых людей, чья философия во многом строилась на неприятии собственной еврейской идентичности.
Одним из самых известных австрийских антисемитов был Отто Вейнингер, талантливый молодой еврей, опубликовавший книгу «Пол и характер», в которой он определяет мужское начало как «носитель добра» и женское как «носитель зла». Вейнингер усматривает в еврействе большое сходство с ненавидимым им женским началом. В книге утверждается, что еврей так же, как женщина, не имеет души, не чувствует потребности в бессмертии, слишком легко становится неверующим.
Еврей — это бесформенная материя, существо без души, без индивидуальности. Ничто, нуль. Нравственный хаос. Еврей не верит ни в самого себя, ни в закон и порядок.
Амос Элон считает еврейский антисемитизм одной из причин роста антисемитизма в целом: книга Вейнингера способствовала появлению типично венской поговорки — «антисемитизм не воспринимается всерьёз до тех пор, пока его не перенимают сами евреи».

## Социологическое и психологическое объяснения
Проблема периодически обсуждалась в научной литературе по социальной идентичности. Такие исследования часто ссылаются на Курта Левина и используются в качестве доказательства того, что люди предпринимают попытки дистанцировать себя от принадлежности к группам с плохой репутацией, поскольку они в определенной степени разделяют негативное мнение большинства по отношению к своей группе, а также из-за того, что их социальная идентичность является препятствием для достижения высокого социального статуса. Современные труды по социальной психологии используют для описания подобного рода явлений такие термины, как «самостигматизация» и «ложное сознание».
Кеннет Левин, историк и психиатр Гарвардской медицинской школы, утверждает, что еврейская самоненависть может быть вызвана двумя основными причинами: первая — стокгольмский синдром, в соответствии с которым «некоторые группы населения, постоянно находящиеся в угнетённом положении, зачастую принимают обвинения агрессоров, какими бы нелепыми и оскорбительными они ни были»; второй причиной Левин называет динамическую психологию детей, подвергающихся жестокому отношению, которые почти всегда возлагают вину за сложившуюся ситуацию на себя, убеждая себя в том, что они «плохие», и, став «хорошими», они смогут смягчить гнев своих обидчиков и покончить со своими мучениями.

## Применение
Термин используется в еврейских изданиях, таких как The Jewish Week (Нью-Йорк) и The Jerusalem Post (Иерусалим), во множестве контекстов, часто в качестве синонима еврейского антисемитизма, как выражение критики по отношению к артистам или художникам, изображающих евреев в негативном свете; в качестве краткого описания предполагаемого психологического конфликта в художественной литературе; в статьях об упадке традиций (напр. свадьбах или обрезании), а также для дискредитации евреев, критикующих израильскую политику или какие-либо определённые еврейские порядки. Так или иначе, наиболее широкое распространение термин получил в связи с дискуссиями вокруг Израиля. В этих дискуссиях сионисты правого толка утверждают, что сионизм и поддержка Израиля являются ключевыми элементами еврейской идентичности. Отсюда следует, что евреи, критикующие израильскую политику, отказываются от собственной еврейской идентичности.

## Критика
Уже изначальная формулировка понятия и публикации на соответствующую тему, в первую очередь получившая широкое распространение книга Лессинга, столкнулись с жёсткой критикой. Ранние исследования оценивали данный термин как спорный, в частности в такой форме:
«В качестве объяснения поведения еврейской интеллигенции понятие „еврейская самоненависть“ вызывает больше проблем, чем могло бы решить. Прежде всего, термин выявляет необходимость введения общего определения еврейской идентичности, что в последнее время не представляется возможным, по крайней мере начиная с эпохи Просвещения».
С одной стороны, сторонники теории, как правило, стараются подчеркнуть, что предполагаемая «еврейская самоненависть» является попыткой вырваться из унизительного положения — при этом собственная идентичность, не в последнюю очередь на основании враждебного отношения, отрицается или приобретает негативную окраску. С этой точки зрения еврейская самоненависть является следствием антисемитизма. С другой стороны, исторические документы, якобы доказывающие существование «еврейской самоненависти», чаще всего используются для усиления антисемитских идей. И, наконец, сами евреи оценивают выражения «еврейской самоненависти» как явление, одновременно обусловленное антисемитизмом и служащее его дальнейшему распространению.
Некоторые исследователи утверждают, что концепция еврейской самоненависти основывается на унификации еврейской идентичности. Исследования еврейской самоненависти зачастую предполагают, что критика по отношению к другим евреям, а также интеграция в нееврейское сообщество приводит к ненависти к собственному еврейскому происхождению. Тем не менее, как в XX веке, так и сегодня среди евреев существует множество групп, которые имеют существенные различия в национальной идентичности, основанные на классовых, культурных, религиозных взглядах и образовании. Враждебность между такими группами может расцениваться как «еврейская самоненависть» только в том случае, если предполагается существование высшей, «правильной» еврейской идентичности.